# Tony Miller (California)
Tony Miller (sinh ngày 28 tháng 6 năm 1948) là một luật sư người Mỹ và cựu Bộ trưởng Ngoại giao California. Là thành viên của Đảng Dân chủ, ông giữ chức Thứ trưởng Ngoại giao từ năm 1981–94 và sau đó là Ngoại trưởng California từ 1994-1995.  Miller là một công chức lâu năm, Eagle Scout và là lính cứu hỏa tình nguyện.

## Tiểu sử
Miller được nuôi dưỡng tại thị trấn nhỏ Chester, California. Ông được bầu làm chủ tịch hội học sinh tại trường trung học của mình. Ông tốt nghiệp Phi Beta Kappa từ Đại học California, Davis vào năm 1970 và năm 1973 nhận bằng J.D. của Trường Luật Đại học California (Boalt Hall) tại Berkeley. Miller cũng đã làm việc như một trợ lý lập pháp, điều tra viên hình sự và giảng viên đại học.
Miller từng là chủ tịch của Ủy ban Trung ương Dân chủ Hạt Plumas trong trường luật, và sau đó là một thành viên được chỉ định của Ủy ban Thực hành Chính trị Công bằng mới được thành lập của bang (1975–76). Trước khi trở thành phó tổng giám đốc của cựu Ngoại trưởng March Fong Eu, Miller từng là cố vấn pháp lý của Bộ trưởng Ngoại giao (1976–81). Năm 1994, March Fong Eu đã từ chức để trở thành Đại sứ Hoa Kỳ tại Liên bang Micronesia, để Miller trở thành quyền Ngoại trưởng. Với tư cách là Thứ trưởng Ngoại giao, Miller đã tạo dựng được uy tín vững chắc cho các cuộc bầu cử toàn bang suôn sẻ, hiệu quả và được điều hành công bằng, và cho chính quyền của một trong những cơ quan điều hành tốt nhất trong chính quyền bang. Ông đã tranh cử vào vị trí này, giành được vị trí trong đảng Dân chủ tại Los Angeles, bà Gwen Moore và cựu Nghị viên thành phố Los Angeles (1985-1993) và Á hậu bầu cử thị trưởng năm 1993 Mike Woo, nhưng đã thua trong cuộc tổng tuyển cử rất gần với Bill Jones.
Năm 1998, Miller chạy trong chính trường Dân chủ cho Thống đốc California, nhưng mất đề cử vào Chủ tịch Hội đồng, Cruz Bustamante. Miller sau đó trở lại tập luyện riêng.
Sau khi Đạo luật bỏ phiếu trợ giúp của Mỹ (HAVA) được Quốc hội thông qua năm 2002, Miller được Bộ trưởng Ngoại giao California Kevin Shelley bổ nhiệm để lãnh đạo việc thực hiện HAVA tại California. Năm 2004, Miller làm cố vấn đặc biệt cho Shelley khi Shelley bị buộc tội chiếm dụng tiền HAVA liên bang cho mục đích riêng của mình.  Shelley cuối cùng đã từ chức năm 2005.
Miller là một người California suốt đời, một người chạy đua nhiệt tình, nông dân nhiệt tình và thợ thủ công. Ông là người đồng tính công khai và có mối quan hệ từ năm 1973. Ông và chồng sống trong một trang trại nhỏ ở Hạt Sutter, gần Sacramento.